# 水果谷 (加利福尼亞州)
弗魯特代爾（英語：Fruitdale）是位於美國加利福尼亞州聖塔克拉拉縣的一個人口普查指定地區。

## 地理
弗魯特代爾的座標為37°18′46″N 121°56′09″W / 37.31278°N 121.93583°W，而該地最高點為海拔高度44米（即144英尺）。

## 人口
根據2010年美國人口普查的數據，弗魯特代爾的面積為0.697平方千米，均為陸地。當地共有人口935人，而人口密度為每平方千米1,341人。